# 岡山外潤
岡山 外潤（おかやま そうる、1990年10月17日 - ）は、Fis blockのボーカル。父親は元ZOOのメンバー・MARKこと岡山純久。

## プロフィール
- 生年月日：1990年10月17日
- 身長：180cm
- 血液型：A型
- 出身地：東京都
- 趣味：料理、飲み会、YouTube鑑賞
- 特技：ダンス、デザイン、絵を描くこと[1]

## 人物
- 父の影響で幼い頃からダンスを始める。
- 自分の踊る音楽を自ら作りたいと思い、作曲を始めた[2]。

## 楽曲提供
- 般若
  - 「やってやる」[3]
    - 5thアルバム『HANNYA』収録・作曲
- 東方神起
  - 「TVXQ non-stop mix Vol.2」
    - ALL Remix and  Arrangement
- 倖田來未
  - 「AT THE WEEKEND」-KODA KUMI LIVE TOUR 2011~Dejavu~　Dance Part
  - 「15th Anniversary Live Tour 2015 ～WALK OF MY LIFE～」　Dance Part
- 山本和臣「Promise you…」[4]　アニメLOVE STAGE!!
  - シングル「CLICK YOUR HEART!!」収録・作曲
- ソフィア・メルテザッカー（CV：Machico）
  - 「GREAT SOUL」聖剣使いの禁呪詠唱＜ワールドブレイク＞
    - 『救世主（セイヴァー）達の旋律（メロディー）5』収録・作曲
- イ・ビョンホン
  - 「LBH ON TOUR 2016」（編曲）
  - 「LBH TOUR 2016-2017」（編曲）
- WATARU
  - アルバム『太陽』収録・編曲
    - 「教えて神様」「Hey Girl」「一番星」
    - 「MyHomeTown」「I’m Alone」「思うんです」
- ReN
  - アルバム『Life Saver』収録・編曲
    - 「Life Saver」「Passion」「Dream」
    - 「Umbrella」「What I’m Feeling」
- 長渕剛
  - アルバム『BLACK TRAIN』収録・リズムアレンジ
    - 「Loser」「BLACK TRAIN」「自分のために」
    - 「愛こそすべて」「マジヤベエ!」「ガーベラ2017」
    - 「しゃくなげ色の空　feat.AI」
- 「ParaFes」
  - 2016（作曲）
  - 2017（作曲）
- 藤森慎吾・伊藤千由李
  - 「リクルート -＃卒おめ！2018のプロモーションムービー」編曲
- RADIO FISH
  - 「神様Disco」
    - アルバム 『SPACE MAN』収録・作曲

## 主な出演
テレビドラマ
- だめんず・うぉ〜か〜（2006年11月、テレビ朝日）
- 探偵学園Q 第11話（2007年9月11日、日本テレビ） - 九条 綾乃 役
- 先生はエライっ!（2008年4月12日、日本テレビ）
- ごくせん3 第6話（2008年5月24日、日本テレビ）

CM
- 東京ディズニーシー『僕たちの卒業旅行』篇（2006年2月 - ）

映画
- 新宿インシデント（2009年5月11日公開（日本））

ミュージカル
- GANG 2007（2007年12月）

MV
- 童子-T ｢少年A｣（2006年3月22日）
- 阪井あゆみ × twenty4-7「STRONG BODY｣  - エキストラ
- HAN-KUN「KEEP IT BLAZING」 - エキストラ
- Sherry「First One」 - ダンサー